# 8788 Labeyrie
A 8788 Labeyrie (ideiglenes jelöléssel 1978 VP2) a Naprendszer kisbolygóövében található aszteroida. K. Tomita fedezte fel 1978. november 1-jén.